# Matsudaira Chikayoshi
Matsudaira Chikayoshi (松平 近説, 10 janvier 1829-novembre 1886) est un samouraï de la fin de l'époque d'Edo, daimyō du domaine de Funai dans la province de Bungo, et d'un revenu de 21 000 koku. Il exerce diverses fonctions du shogunat Tokugawa, dont celle de wakadoshiyori. Il quitte la tête de la famille en 1871 et se retire.

## Source de la traduction
- (en) Cet article est partiellement ou en totalité issu de l’article de Wikipédia en anglais intitulé « Matsudaira Chikayoshi » (voir la liste des auteurs).